# Lamprosema epipaschialis
Lamprosema epipaschialis là một loài bướm đêm trong họ Crambidae.